# Danilo Catarzi
Danilo Catarzi SX (* 11. Februar 1918 in Lucciano di Quarrata; † 23. November 2004) war Bischof von Uvira.

## Leben
Danilo Catarzi trat der Ordensgemeinschaft der Xaverianer-Missionare bei und empfing am 29. Juni 1943 die Priesterweihe.
Papst Johannes XXIII. ernannte ihn am 16. April 1962 zum Bischof von Uvira. Die Bischofsweihe spendete ihm der Erzbischof von Bukavu, Louis Van Steene MAfr, am 15. Juli desselben Jahres; Mitkonsekratoren waren Richard Cleire MAfr, Bischof von Kasongo, und Joseph Mikararanga Busimba, Bischof von Goma.
Während des Zweiten Vatikanischen Konzils nahm er als Konzilsvater an allen Sitzungsperiode teil. Von seinem Amt trat er am 26. März 1981 zurück.